# Francesco Bartolomeo Rastrelli
Francesco Bartolomeo Rastrelli (russisk: Варфоломей Варфоломеевич (Бартоломео) Растре́лли tr. Varfolomej Varfolomejevitj (Bartolomeo) Rastelli ; født 1700 i Firenze i Italien, død 29. april 1771 i Sankt Petersborg i Rusland) var en italiensk arkitekt og naturaliseret russer. Han udviklede en let genkendelig stil af sen barokarkitektur med dekorative enkeltheder i rokoko. Hans stil kunne være både majestætisk og forfinet. Hans hovedværker, herunder Vinterpaladset i Sankt Petersborg og Katarinapaladset i Tsarskoje Selo, er kendt for ekstravagant luksus og overflod af udsmykninger.